# 學校旅行
學校旅行，又稱修学旅行、教育旅行、校外教學、研学旅行等，是中小学教育的一环，指教职员带领学生集体行动、合宿的旅行活动，為人類最早使用的教學方法之一。自2000年左右開始，英國、美國、日本、澳洲等國紛紛以國家層級制定相關政策並投入資源，推行戶外教育實施。

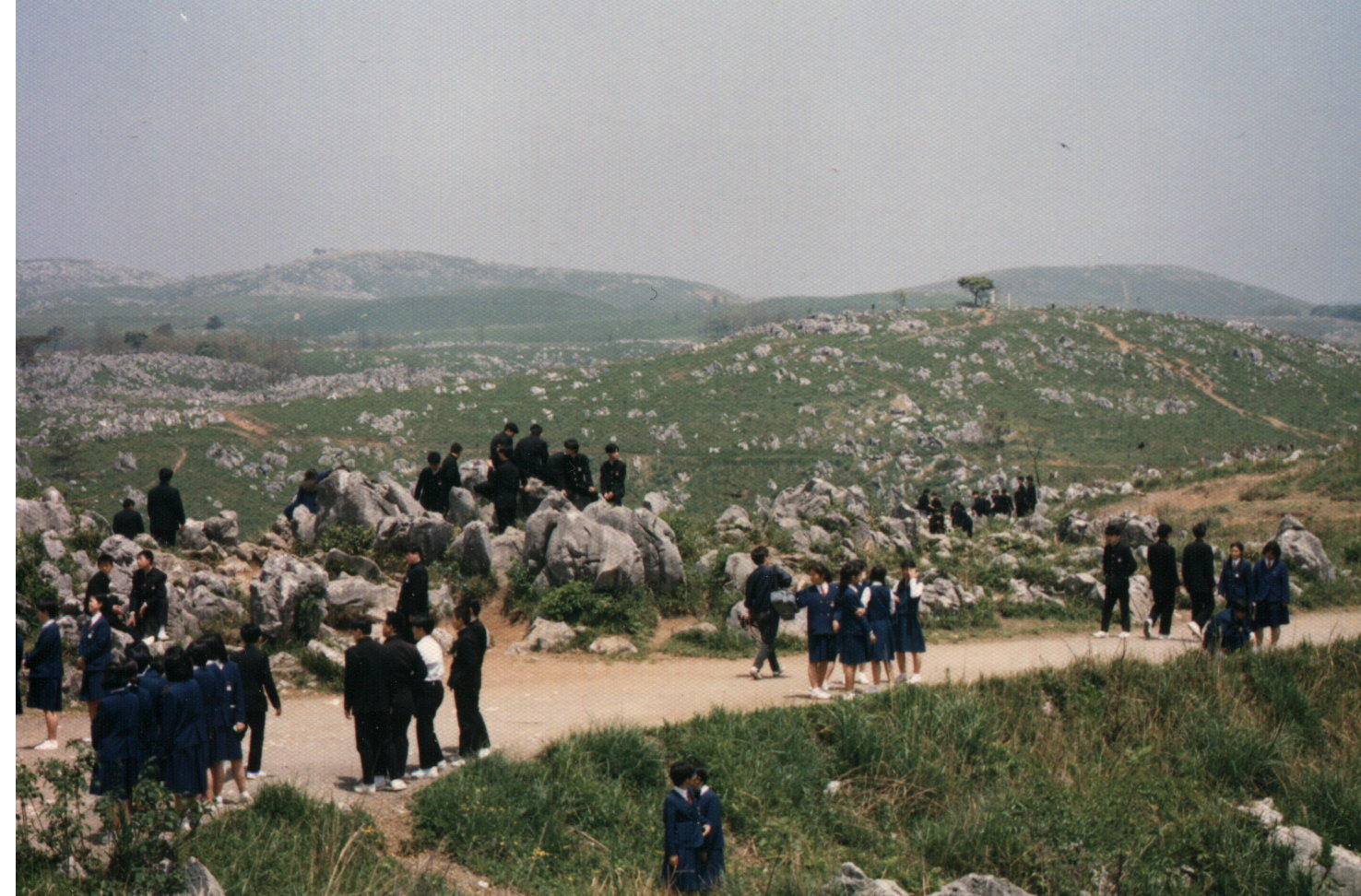
在山口县秋吉台的一群修学旅行學生

## 歷史沿革
日本的修学旅行最早为1882年（明治15年）栃木县第一中学校（現・栃木县立宇都宮高等学校）的学生由教师带领参观第二回內國勸業博覽會、1886年（明治19年）東京高等師範学校（現在的筑波大学）的「長途遠足」创造长达11天的修学旅行记录。
臺灣從殖民的日治時期各校已開始系統地透過推廣登山、游泳等教育活動促進戶外教育。隨著時空變化，現行的戶外教育也包含例如校外教學、遠足、童軍、鄉土教學、自然觀查、環境教育等等教學模式。

## 各國相關政策

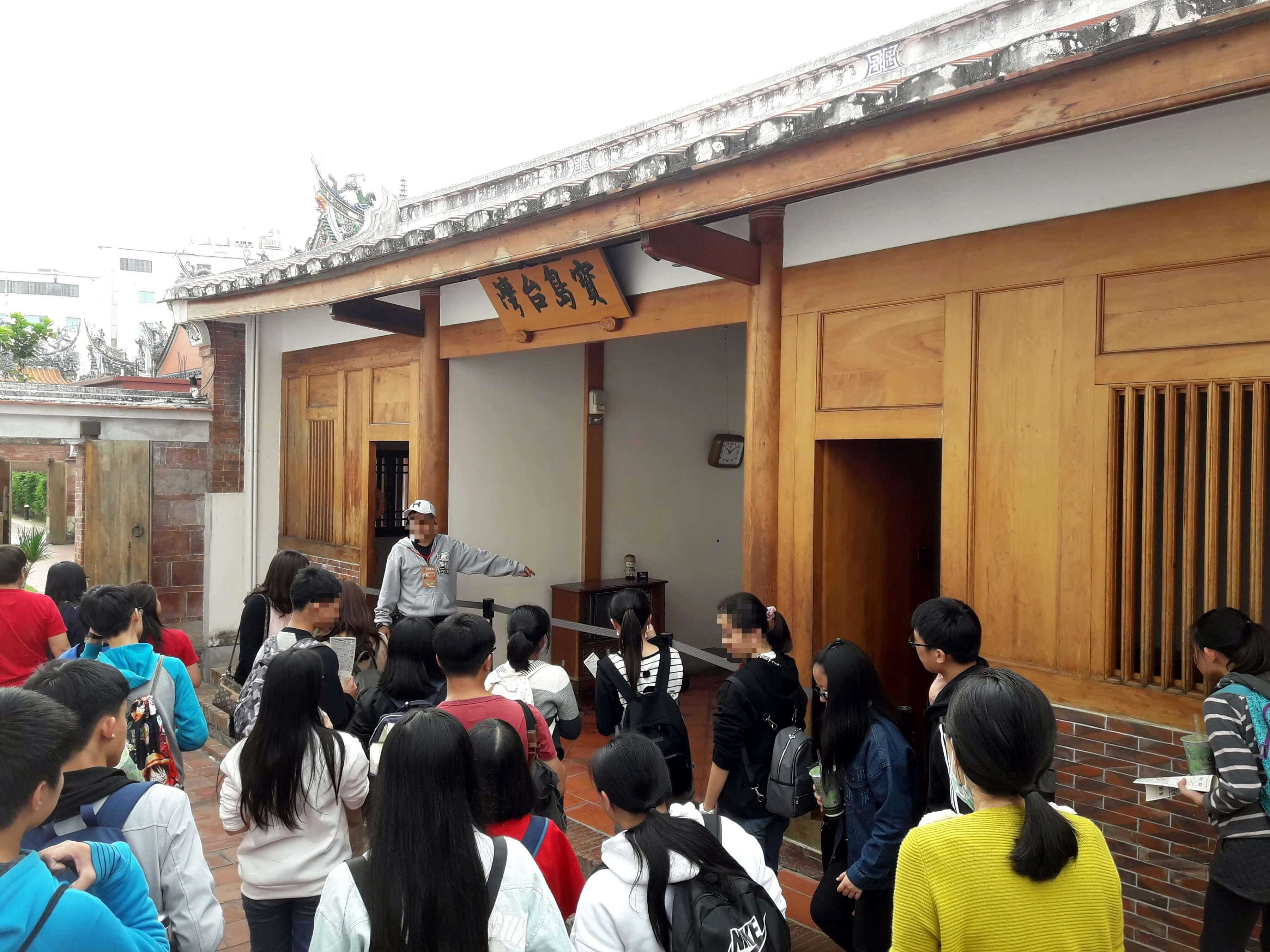
鳳儀書院裡校外教學的學生

在2014年「中華民國戶外教育宣言」中，教育部與相關專家學者、團體、教師家長合作，倡導「走出課室外」的學習。「國民中小學辦理校外教學實施原則(104年版本)」中，建議選擇地點時以學生生活經驗為主，把握由近及遠之原則，依照低中高年級依序安排校園附近社區、鄰近鄉鎮、鄰近直轄市、全國各地等，並避免易發生危險地區，以確保師生安全。並且，需配合課程內容，參訪公共機關（消防隊、圖書館、法院等）、參訪地方特色文物或地形、邀請地方耆老解說等。
英國教育部於西元2006年頒布「課室外學習宣言」（Learning Outside the Classroom Manifesto），並由國會在 2010年建議將戶外教育納入正式的國家課程。
美國民間社會自2007年起即開始推動戶外教育專門法案「不讓孩子待在室內法案」（No Child Left Inside Act），期望藉由環境教育的推展讓學生有更多機會在戶外進行學習。2012年歐巴馬提出「美國大戶外倡議」（America's Great Outdoors Initiative），期望學生在接觸戶外的過程中，培養自然保育的觀念。
日本文部科學省、總務省與農林水產省，以跨部會方式推動國小學生五日農村體驗與獨立生活課程。